# Nymphula fregonalis
Nymphula fregonalis là một loài bướm đêm trong họ Crambidae.